# Amerikaanse voseekhoorn
De Amerikaanse voseekhoorn of zwarte eekhoorn (Sciurus niger) is een zoogdier uit de familie van de eekhoorns (Sciuridae). De wetenschappelijke naam van de soort werd in 1758 gepubliceerd door Carl Linnaeus, samen met de naam Sciurus cinereus, die nu als een ondersoort van deze soort wordt beschouwd.

## Voorkomen
De soort komt van nature voor in het oosten van de Verenigde Staten, noordwaarts tot de prairies in het zuiden van Canada, en zuidwaarts tot in Texas.

## Ondersoorten
- Sciurus niger niger
- Sciurus niger avicinnia
- Sciurus niger bachmani
- Sciurus niger cinereus
- Sciurus niger imitis
- Sciurus niger ludovicianus
- Sciurus niger rufiventer
- Sciurus niger shermani
- Sciurus niger subauratus
- Sciurus niger vulpinus

## Invasieve uitheemse soort
In Europa wordt de soort soms waargenomen, wat onder meer in België en Nederland het geval was, maar er zijn vermoedelijk geen gevestigde populaties, wel losse individuen die mogelijk ontsnapt of vrijgelaten werden.
Sinds 2016 staat deze soort op de lijst van invasieve exoten die zorgwekkend zijn voor de Europese Unie. Dit betekent dat in alle lidstaten een verbod geldt op het bezit, de handel, kweek, transport en import van de Amerikaanse voseekhoorn. Verder geldt voor lidstaten de plicht om in de natuur aanwezige populaties te verwijderen of, als dat niet mogelijk is, zodanig te beheren dat verspreiding en schade zoveel mogelijk wordt voorkomen. 